# Arco de Augusto (Aosta)

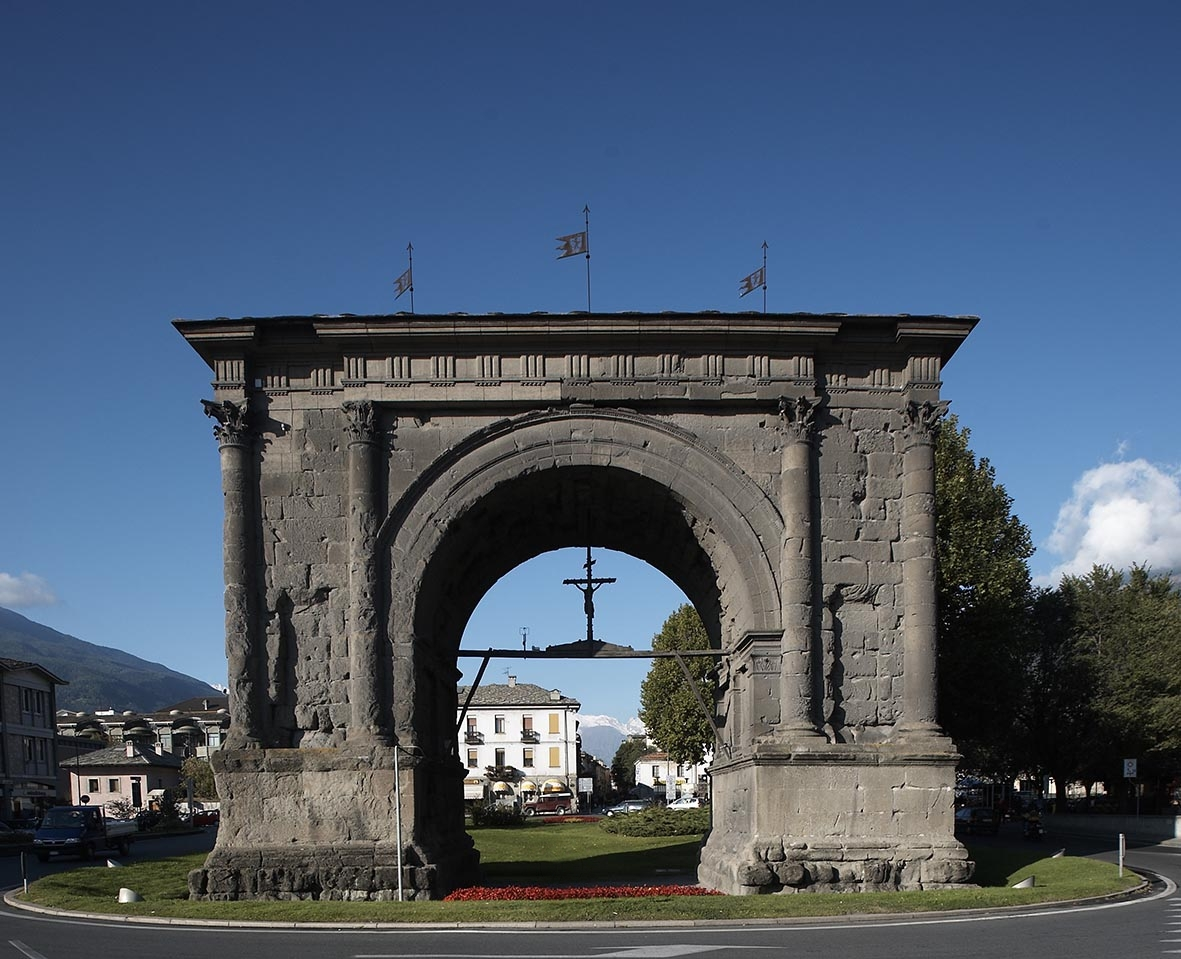
O Arco de Augusto, fachada leste: as quatro empenas do telhado, superficialmente inclinadas, não são visíveis.

O Arco de Augusto (em Francês Arc d'Auguste) é um dos mais célebres monumentos romanos na cidade de Aosta.

## História
Foi edificado em 25 a.C., na ocasião para celebrar a vitória romana sob os salassos e foi por obra de Aulo Terêncio Varrão Murena.
É encontrada no eixo com o decúmano máximo, uma pequena distância do Bourg Saint-Ours (quarteirão da Colegiada Igreja de São Orso) e da entrada oriental do muro da cidade (Porta Prætoria).

## Descrição
Construído do conglomerado, o arco tem uma única abóboda, com uma altura para a pedra angular de 11,4 metros. Sua extensão é uma abóbada de berço, constituindo uma extensão em largura de um arco redondo.
No monumento, vários estilos podem ser reconhecidos: As dez engajadas colunas quais decoram sua fachada e seus lados culminam em capiteis coríntias, enquanto o entablamento, adornado com métopas e tríglifos, são da ordem dórica.
No período medieval, veio a ser chamado Saint-Voût (francês para "Santo Arco") de uma imagem de Jesus qual foi colocada no mesmo lugar.
Durante o século XII o arco continha a casa de uma família nobre local e em 1318 uma pequena fortificação foi construída em seu interior, designada para um corpo de besteiros. Em 1716, por causa dos numerosos vazamentos quais estavam comprometendo a integridade do monumento, o ático que previamente coroava o arco foi substituído com um telhado de ardósia.
A aparência moderna é o resultado da intervenção final para restauração e consolidação quais ocorreram em 1912 sob a direção de Ernesto Schiaparelli.
O crucifixo de madeira exibido abaixo da abóboda é uma cópia daquele qual foi colocado lá em 1449 como uma votiva oferta contra a inundação do rio Buthier, qual flui um pouco para o leste. O crucifixo original está agora mantido no Museu dos Tesouros da Catedral de Aosta.

## Citação
Eu era afortunado em contemplar estas lindas passagens
 e o arco triunfal de Aosta
 qual tem um único voto para expressar
 que caminhos permanecem para sempre.

—Stendhal

J'étais si heureux en contemplant ces beaux paysages 
 et l'arc de triomphe d'Aoste 
 que je n'avais qu'un vœu à former 
 c'était que cette vie durât toujours.

## Recursos externos
- The Arch of Augustus on the website of the Autonomous Region Aosta Valley (em francês)